# Curious (dišava)
Curious je ženska dišava Elizabeth Arden in hkrati tudi prvi parfum Britney Spears, ki ga je nasledila njena dišava »Fantasy«. Britney Spears naj bi z oglaševanjem dišave zaslužila 52 milijonov $.

## Informacije
Dišava Curious je izšla septembra 2004 in se je po svetu prodajala zelo dobro. Bila je najbolje prodajana ženska dišava leta 2004 in leta 2005 je prejela naziv »najboljše ženske dišave« s strani organizacije Fragrance Foundation.
Dišava ima raznih belih rož. Sestavljajo jo vonjave louisianske magnolije, zlate anžujske hruške, lotusa, tuberoze, jasmina, rožnate ciklame, mošusa in sandalovine.
Elizabeth Arden je k dišavi dodala vonj mošusa in louisianske magnolije. Britney Spears je dejala, da jo vonj magnolije spominja na njen dom.
Dišava je bila prikazana v videospotu za pesem Britney Spears, »Circus«.

## Oglaševanje
Televizijski oglas za dišavo Curious, »Hotel Rooms«, je producirala agencija Goodby, Silverstein & Partners in režiral Dave Meyers iz produkcijskega podjetja @radical.media. Namesto, da bi reklamo posneli v hotelu, so zgradili sceno, podobno hotelu. Igralec Eric Winter je v reklami zaigral simpatijo Britney Spears.
Prične se z Ericom Winterjem in Britney Spears, ki opazita drug drugega, ko ugotovita, da sta njuni hotelski sobi druga zraven druge. Nato oba nekaj časa razmišljata drug o drugem in nazadnje se Britney Spears odpravi k njegovi sobi. Nato oba fantazirata drug o drugem. Reklama se konča z Britney Spears, ki pogleda v kamero.

## Izdelki
Dišava »Curious« je izšla v 50 in 100 mililitrskih stekleničkah, kasneje pa je bila na voljo tudi v 5, 10 ali 30 mililiterskih stekleničkah. Stekleničke so bile modre barve, prevezane z dvema rožnatima obeskoma v obliki src. 100 mililiterska steklenička vključuje tudi razpršilo. Poleg teh stekleničk so izdali še:
- »Deliciously Whipped!« - 200 mililitrska steklenička lotiona
- »Lather Me Up!« - 200 mililitrsko tekoče milo
- »You're So Smooth!« - 200 mililitrska steklenička lotiona
- »Totally Ticklish!« - 20 g porjavitvenega gela
- »Write On!« - 14 g porjavitvenega gela z dišavo
- »Two Tempting!« - 5 mililitrska dišava s šminko
- 8 mililitrski lipglos v tubi[3][4]

## »In Control«
Ker je bila dišava »Curious« tako uspešna povsod po svetu, so aprila 2006 izdali nadaljevanje, tokrat v omejeni izdaji. Dišava, naslovljena kot In Control, je izšla v Kanadi, Združenih državah Amerike, na Japonskem in v Evropi. Steklenička je bila enaka kot pri parfumu Curious, samo da je bila črna in ne modra. Dišava In Control je sestavljena iz vonja marelice, orhideje, creme bruleeja, fižola, sandalovine in mošusa. Dišava naj bi bila »oboje, sladka in seksi« Čeprav so dišavo na začetku izdali v omejeni izdaji in samo za kratek čas, je zaenkrat še vedno na voljo v trgovinah.
O imenu je Britney Spears dejala: »Ko postaneš starejši, imena spremeniš tako, da so bolj primerni tvoji starosti. Je zahtevnejši, bolj čustven, črn in vse se vrti okoli tega, da imamo vse pod kontrolo. To je dobro in navdihujoče ... dekleta to potrebujejo.«

## »Curious Heart«
Škatla, imenovana »curious ♥ heart BRITNEY SPEARS«, je še eno nadaljevanje dišave Curious. Steklenička ima podobno večplasten steklen obris, vendar je svetlo rožnate barve. Poleg obroča so dodali še alternativne simbole src. Narisali so si tudi tatuju podoben simbol srca s krili. Zraven so dodali tudi razpršilo škrlatne barve.
Dišava ima podoben vonj kot original, sestavljen iz hruške, lotusa, magnolije, vanilije, tuberoze, jasmina, sandalovine, mošusa in raznih rož. Ta steklenička je bila del izdaje za zbiralce, ki je v omejeni izdaji izšla v Združenih državah Amerike in je bila na voljo v glavnem samo preko spletne strani Elizabeth Arden.